# Gewährleistungsverwaltung
Die Gewährleistungsverwaltung entsteht aus der ursprünglichen Leistungsverwaltung durch Privatisierung.
Der Staat überträgt dabei die Erfüllung öffentlicher Aufgaben auf Privatrechtssubjekte. Da er die Verantwortung weiterhin behält, muss er aufgrund seiner Gewährleistungsverantwortung sicherstellen, dass der Markt oder die gesellschaftliche Selbstregulierung nicht versagt und dass die Privatrechtssubjekte die ihnen übertragenen Aufgaben in ausreichendem Maße und in angemessener Weise erfüllen. Oft wird hier Regulierung als ein Instrument eingesetzt, mit welchem der Staat seiner Gewährleistungspflicht nachkommt. Von besonderer Bedeutung ist das im Bereich der Daseinsvorsorge.

## Beispiele
- Telekommunikation (siehe auch Telekommunikationsgesetz)
- Energieversorgung
- Postwesen
- Abfallentsorgung